# Municipio de Union (condado de Randolph, Misuri)
El municipio de Union (en inglés: Union Township) es un municipio ubicado en el condado de Randolph en el estado estadounidense de Misuri. En el año 2010 tenía una población de 957 habitantes y una densidad poblacional de 12,07 personas por km².

## Geografía
El municipio de Union se encuentra ubicado en las coordenadas 39°27′16″N 92°20′51″O / 39.45444, -92.34750. Según la Oficina del Censo de los Estados Unidos, el municipio tiene una superficie total de 79.26 km², de la cual 79,25 km² corresponden a tierra firme y (0 %) 0 km² es agua.

## Demografía
Según el censo de 2010, había 957 personas residiendo en el municipio de Union. La densidad de población era de 12,07 hab./km². De los 957 habitantes, el municipio de Union estaba compuesto por el 96,55 % blancos, el 0,21 % eran afroamericanos, el 0,42 % eran amerindios, el 0,52 % eran asiáticos, el 0,21 % eran de otras razas y el 2,09 % eran de una mezcla de razas. Del total de la población el 0,94 % eran hispanos o latinos de cualquier raza.